# Liste des édifices labellisés « Architecture contemporaine remarquable » du Haut-Rhin
Cet article recense les édifices labellisés « Architecture contemporaine remarquable » du Haut-Rhin, en France.
Le label « Architecture contemporaine remarquable » remplace depuis 2016 l'ancien label « Patrimoine du XXe siècle ». Il ne prend en compte que des édifices de moins de 100 ans à la date de labellisation, et qui ne sont pas protégés comme monuments historiques.
Au début 2024, le Haut-Rhin compte 19 édifices ainsi labellisés.

## Liste
| Monument                                                                                      | Commune             | Adresse                                              | Coordonnées                      | Notice     | Date | Illustration                                                             |
| --------------------------------------------------------------------------------------------- | ------------------- | ---------------------------------------------------- | -------------------------------- | ---------- | ---- | ------------------------------------------------------------------------ |
| Église Notre-Dame-de-l'Annonciation                                                           | Ammerschwihr        | Les Trois-Épis Chemin du Belvédère Chemin du Rosaire | 48° 05′ 58″ nord, 7° 13′ 46″ est | ACR0000504 | 2015 | Église Notre-Dame-de-l'Annonciation                                      |
| Reconstruction du village après la Seconde Guerre mondiale                                    | Ammerschwihr        |                                                      | 48° 07′ 32″ nord, 7° 16′ 56″ est | ACR0000505 | 2015 | Reconstruction du village après la Seconde Guerre mondiale               |
| Église Saints-Pierre-et-Paul                                                                  | Bennwihr            | Place de la Mairie                                   | 48° 08′ 41″ nord, 7° 19′ 30″ est | ACR0000506 | 2015 | Église Saints-Pierre-et-Paul                                             |
| Usine Ricola                                                                                  | Brunstatt-Didenheim | 3-5 rue de l'Ill                                     | 47° 43′ 48″ nord, 7° 19′ 14″ est | ACR0000507 | 2015 | Image manquante Téléverser                                               |
| Église Saint-Léon                                                                             | Colmar              | 14 rue d'Ostheim                                     | 48° 05′ 11″ nord, 7° 20′ 08″ est | ACR0000509 | 2015 | Église Saint-Léon                                                        |
| Hôpital Pasteur                                                                               | Colmar              | 39 avenue de la Liberté                              | 48° 04′ 34″ nord, 7° 20′ 12″ est | ACR0000493 | 2004 | Image manquante Téléverser                                               |
| Ancien atelier de montage de la société NSC dit Le Louvre                                     | Guebwiller          | 170 rue de la République                             | 47° 54′ 53″ nord, 7° 12′ 21″ est | ACR0000510 | 2015 | Ancien atelier de montage de la société NSC dit Le Louvre                |
| Espace 110                                                                                    | Illzach             | 1 avenue des Rives de l'Ill                          | 47° 46′ 40″ nord, 7° 21′ 15″ est |            | 2023 | Image manquante Téléverser                                               |
| Centrale hydroélectrique de Kembs                                                             | Kembs               | Route de Roseneau                                    | 47° 37′ 09″ nord, 7° 34′ 15″ est | ACR0000473 | 2015 | Centrale hydroélectrique de Kembs                                        |
| Centre culturel de la Filature                                                                | Mulhouse            | 20 allée Nathan-katz                                 | 47° 45′ 13″ nord, 7° 20′ 58″ est | ACR0000514 | 2015 | Centre culturel de la Filature                                           |
| Cité manifeste Pierre Zemp (61 logements H.L.M.)                                              | Mulhouse            |                                                      | 47° 45′ 15″ nord, 7° 19′ 24″ est | ACR0001784 | 2022 | Image manquante Téléverser                                               |
| Église du Sacré-Cœur                                                                          | Mulhouse            | 84 rue de Verdun                                     | 47° 44′ 12″ nord, 7° 20′ 16″ est | ACR0000494 | 2004 | Église du Sacré-Cœur                                                     |
| Église Saint-François-d'Assise                                                                | Mulhouse            | 3 rue Fenelon                                        | 47° 44′ 06″ nord, 7° 18′ 40″ est | ACR0000511 | 2015 | Église Saint-François-d'Assise                                           |
| Gare de Mulhouse-Ville                                                                        | Mulhouse            | 10 avenue du Général-Leclerc                         | 47° 44′ 33″ nord, 7° 20′ 34″ est | ACR0000512 | 2015 | Gare de Mulhouse-Ville                                                   |
| Porte de Bâle                                                                                 | Mulhouse            | 5 porte de Bâle                                      | 47° 44′ 50″ nord, 7° 20′ 37″ est | ACR0000515 | 2015 | Image manquante Téléverser                                               |
| Salle d'escalade Climbing Mulhouse Center (CMC) (ancien bâtiment du blanchiment Dollfus-Mieg) | Mulhouse            | 21 rue des Brodeuses                                 | 47° 45′ 03″ nord, 7° 18′ 54″ est | ACR0001803 | 2023 | Image manquante Téléverser                                               |
| Tour de l'Europe                                                                              | Mulhouse            | Place de l'Europe                                    | 47° 44′ 59″ nord, 7° 20′ 26″ est | ACR0000516 | 2015 | Tour de l'Europe                                                         |
| Maisons Jean Finiels                                                                          | Orschwihr           | 53 Grand'Rue                                         | 47° 56′ 03″ nord, 7° 13′ 53″ est | ACR0000517 | 2015 | Image manquante Téléverser                                               |
| Viaduc autoroutier de la Croix de la Hardt                                                    | Sausheim            |                                                      | 47° 46′ 52″ nord, 7° 24′ 18″ est | ACR0000518 | 2015 | Viaduc autoroutier de la Croix de la Hardt                               |
| Autel de la Patrie et crypte du monument national du Hartmannswillerkopf                      | Soultz-Haut-Rhin    | Col du Hartmannswillerkopf Silberloch                | 47° 51′ 32″ nord, 7° 08′ 59″ est | ACR0000495 | 2004 | Autel de la Patrie et crypte du monument national du Hartmannswillerkopf |